# آلیس وینکور
آلیس وینکور (فرانسوی: Alice Winocour‎؛ زادهٔ ۱۳ ژانویهٔ ۱۹۷۶) یک فیلم‌نامه‌نویس، و کارگردان اهل فرانسه است. وی از سال ۲۰۰۳ میلادی تاکنون مشغول فعالیت بوده‌است.

## فیلم‌شناسی
- اورفه (فیلم کوتاه، نویسنده فیلمنامه) ۲۰۰۳
- آشپزخانه (فیلم کوتاه، نویسنده فیلمنامه و کارگردان) ۲۰۰۵
- پاریس جادویی (فیلم کوتاه، نویسنده فیلمنامه و کارگردان) ۲۰۰۷
- خانه (نویسنده فیلمنامه) ۲۰۰۸
- مردم معمولی (نویسنده فیلمنامه) ۲۰۰۹
- آگوستین (نویسنده فیلمنامه و کارگردان) ۲۰۱۲
- مریلند (نویسنده فیلمنامه و کارگردان) ۲۰۱۵
- اسب وحشی (نویسنده فیلمنامه) ۲۰۱۵